# Lenka Vlčková
Lenka Vlčková (22 dicembre 1961) è un'ex sciatrice alpina ceca che gareggiò per la nazionale cecoslovacca.

## Biografia
Specialista delle prove tecniche originaria di Vrchlabí, in Coppa del Mondo ottenne il primo piazzamento di rilievo il l'8 marzo 1979 ad Aspen, quando fu 9ª in slalom gigante: tale risultato sarebbe rimasto il migliore della Vlčková nel massimo circuito internazionale. Nella stagione 1979-1980 in Coppa Europa fu 3ª nella classifica generale e 2ª in quella di slalom speciale; l'ultimo piazzamento della sua carriera agonistica fu il 10º posto ottenuto nello slalom speciale di Coppa del Mondo disputato l'8 marzo 1980 a Vysoké Tatry. Non prese parte a rassegne olimpiche né ottenne piazzamenti ai Campionati mondiali.

## Palmarès

### Coppa del Mondo
- Miglior piazzamento in classifica generale: 32ª nel 1979

### Coppa Europa
- Miglior piazzamento in classifica generale: 3ª nel 1980[1]